# Monumenti scultorei di Livorno

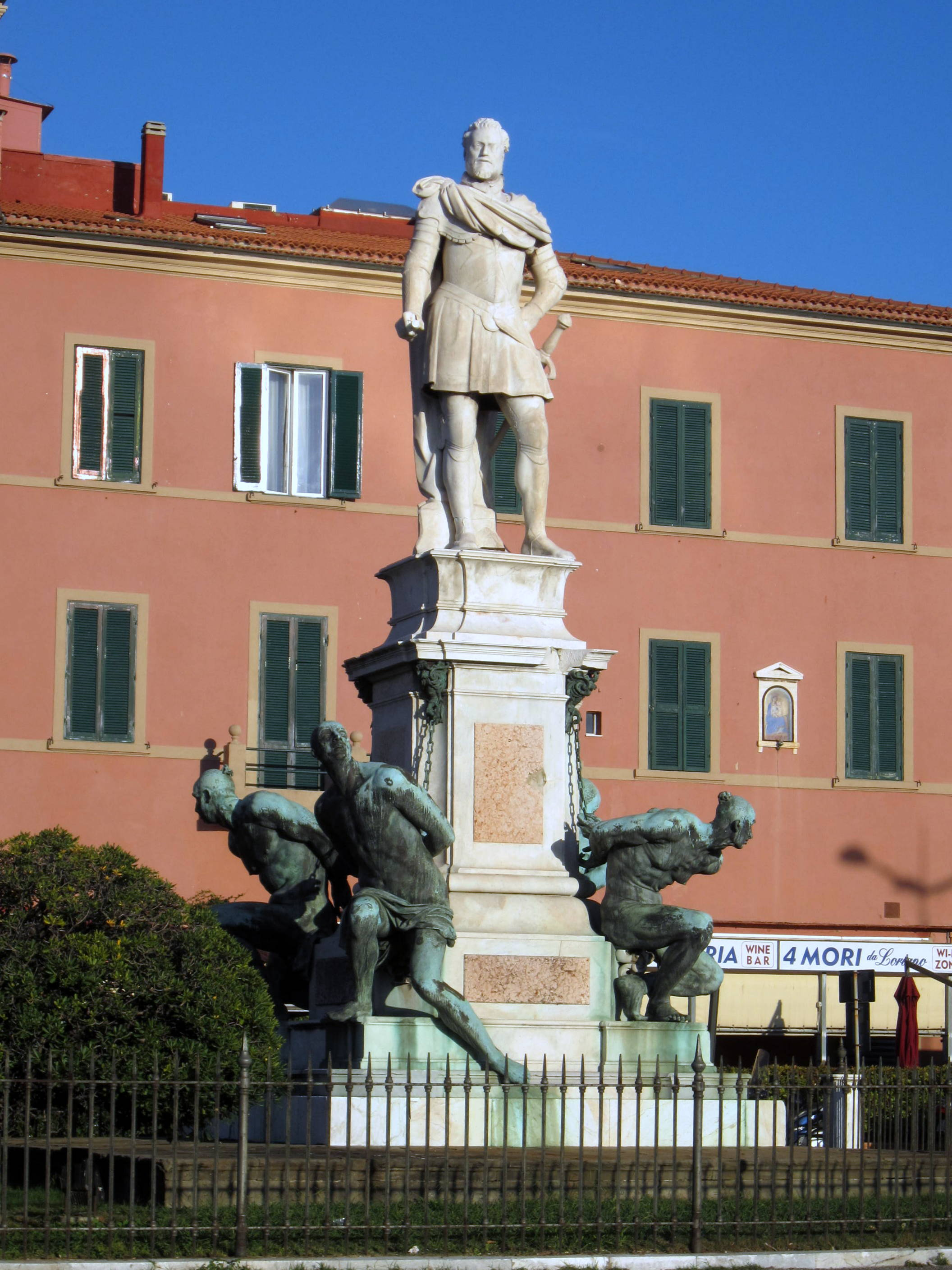
I Quattro mori

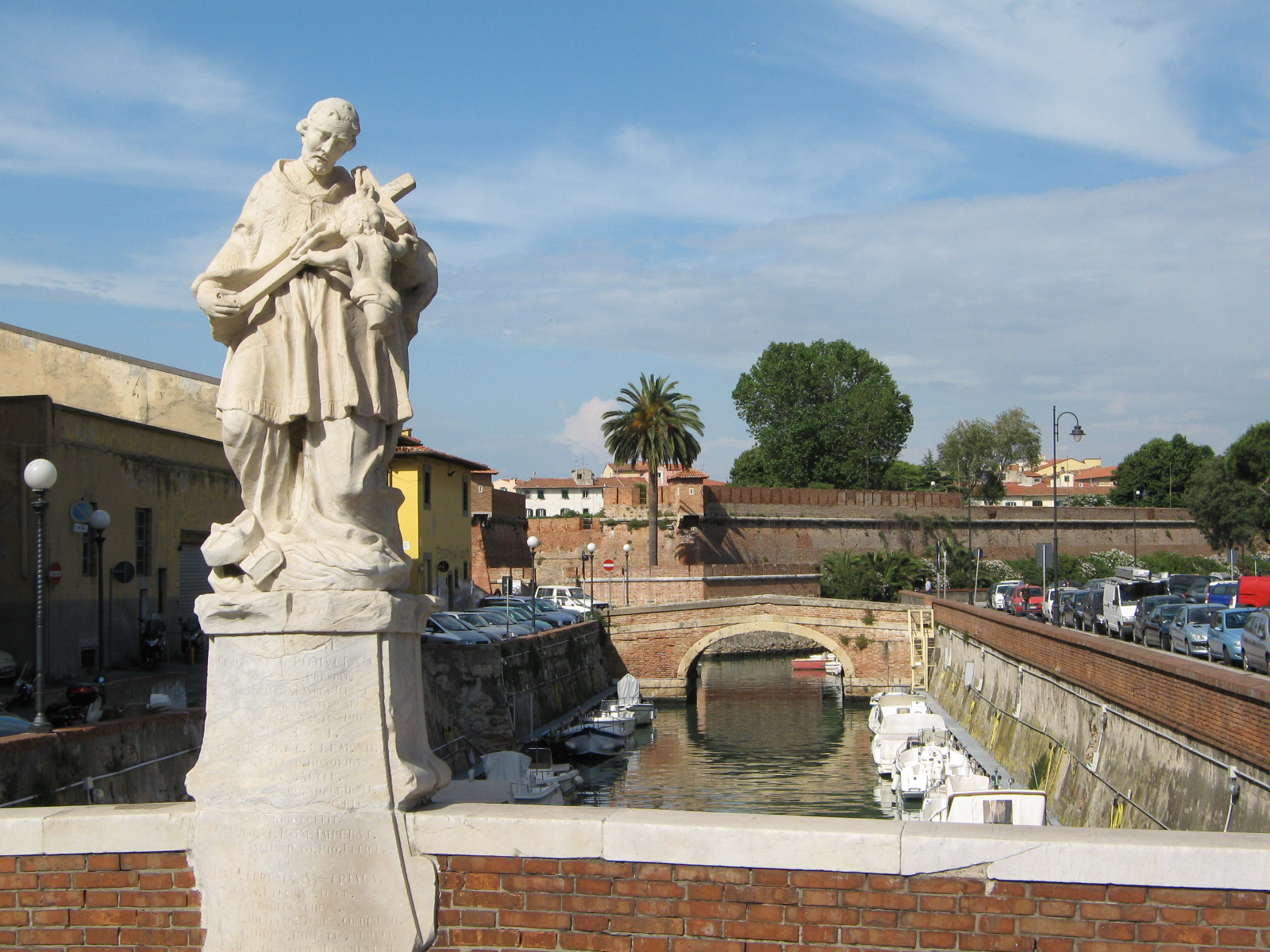
Monumento a San Giovanni Nepomuceno

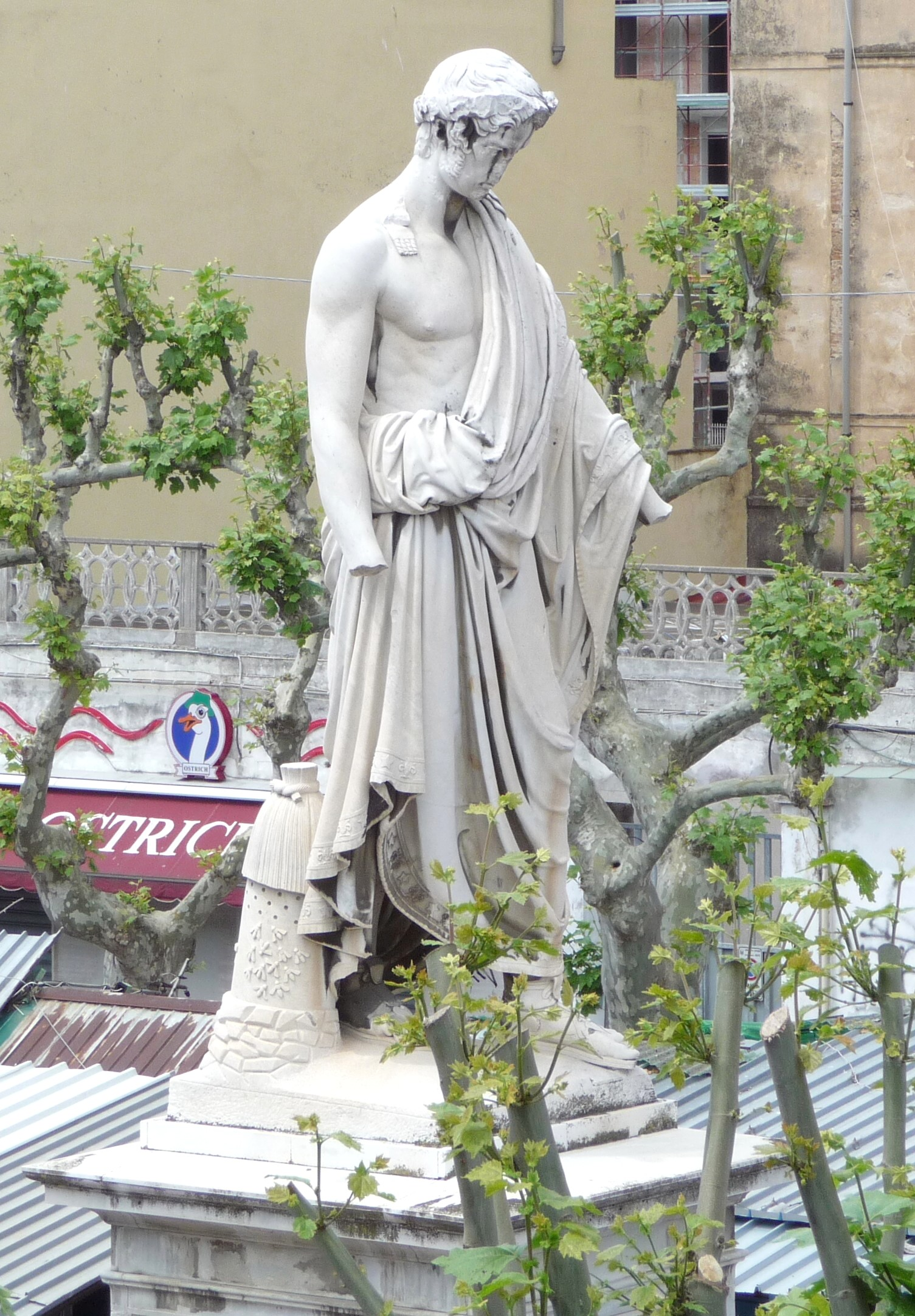
Monumento a Leopoldo II in piazza XX Settembre

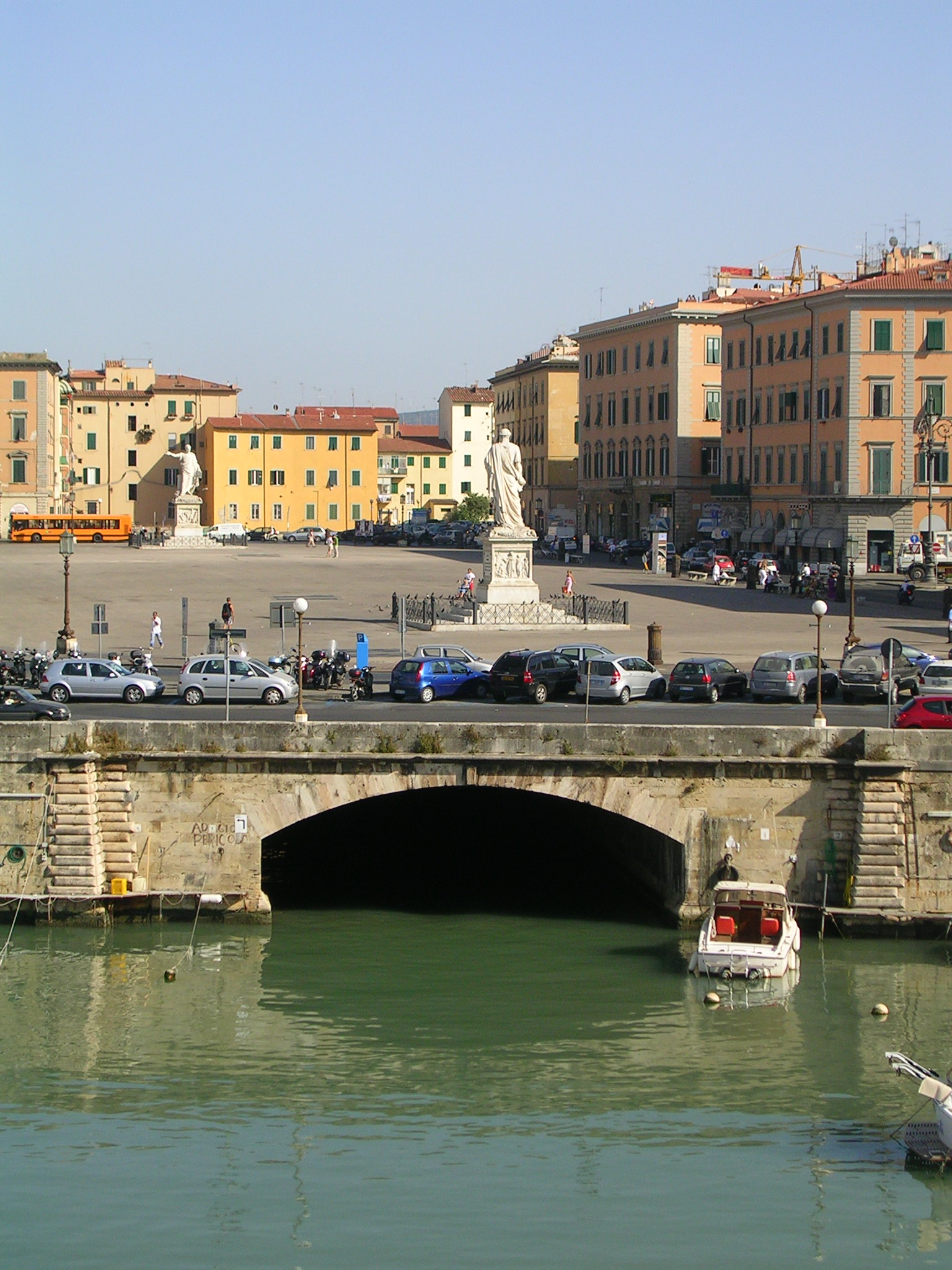
Monumenti a Ferdinando III e Leopoldo II in piazza della Repubblica

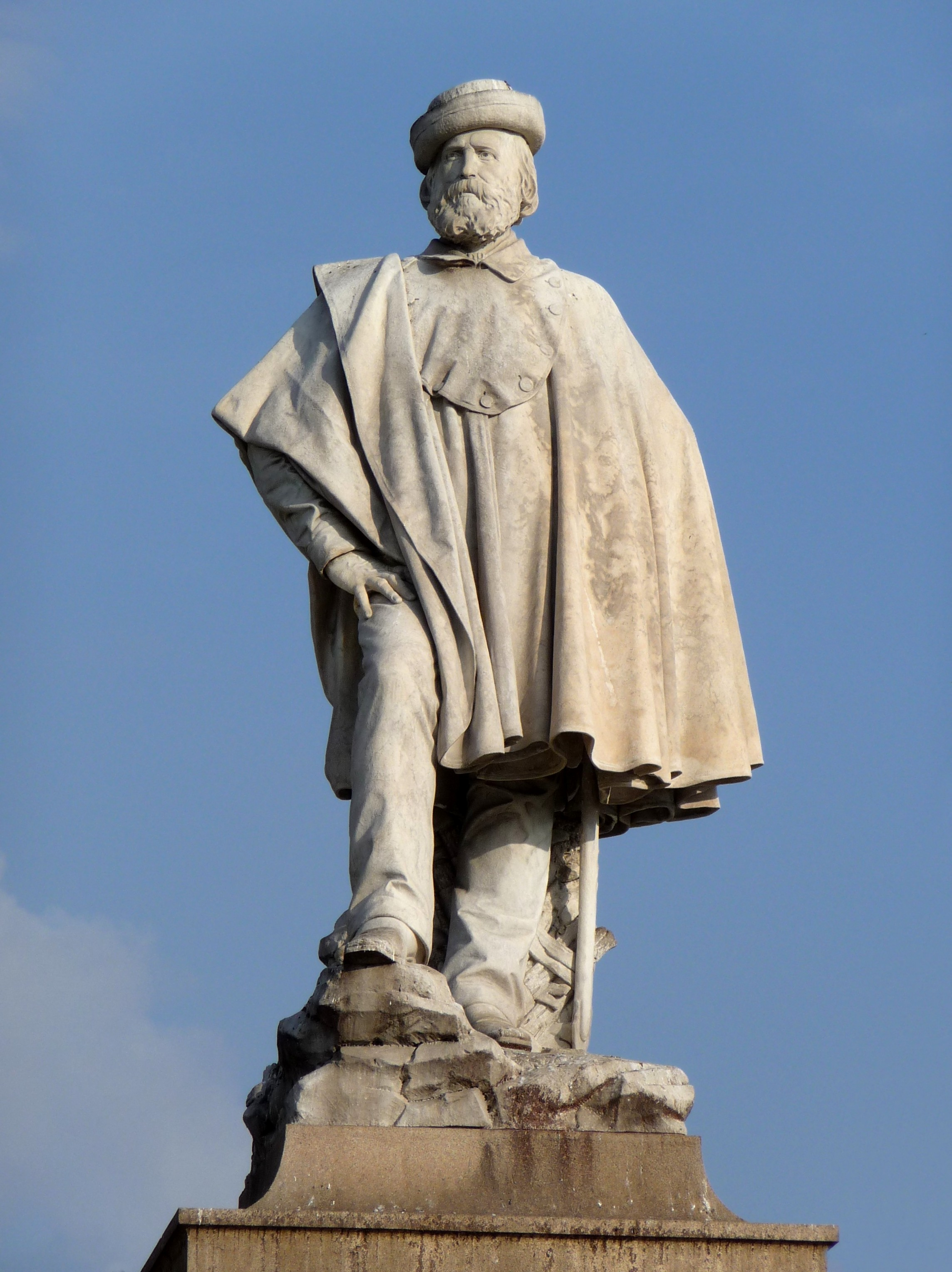
Monumento a Giuseppe Garibaldi

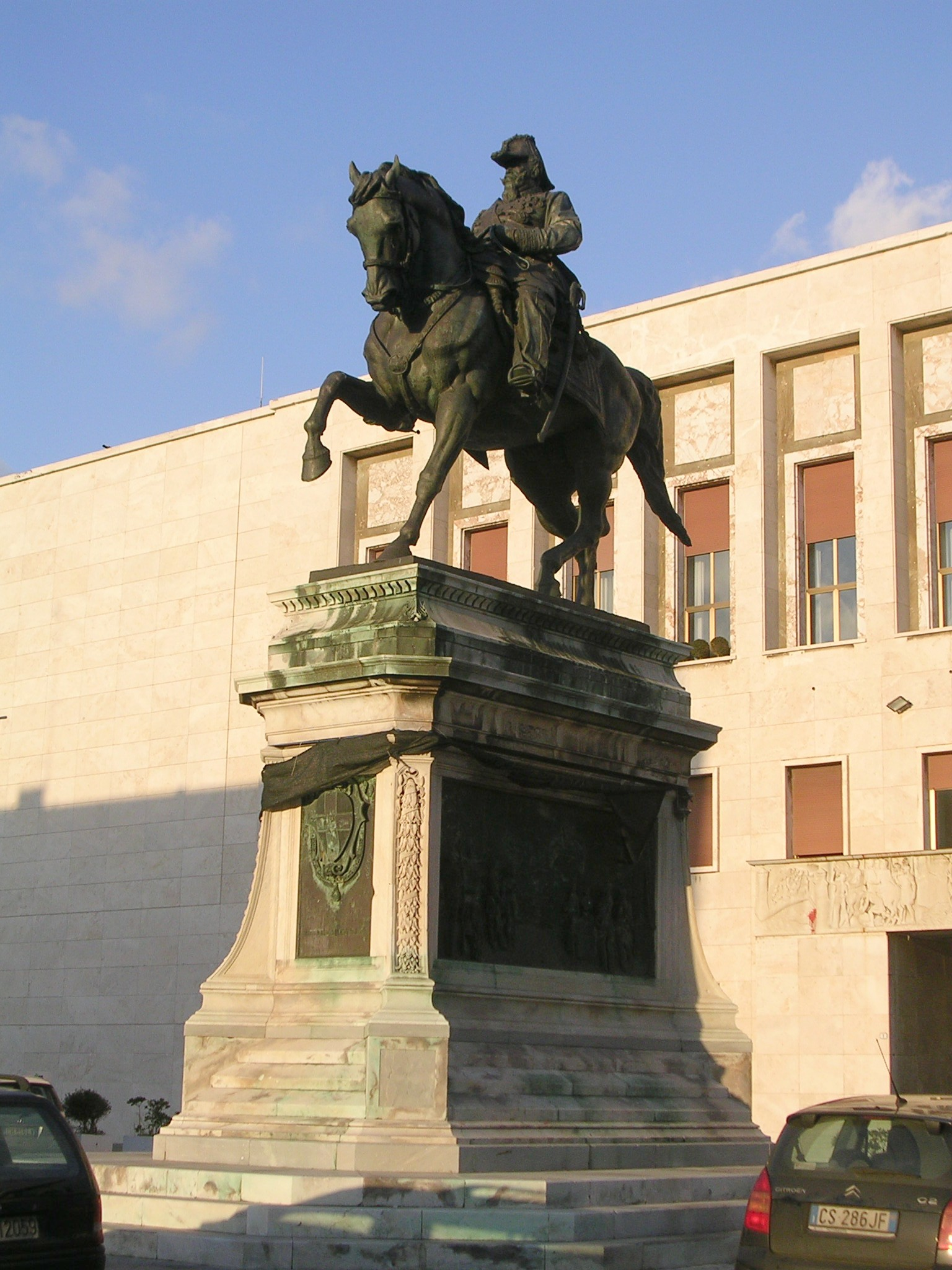
Monumento a Vittorio Emanuele II

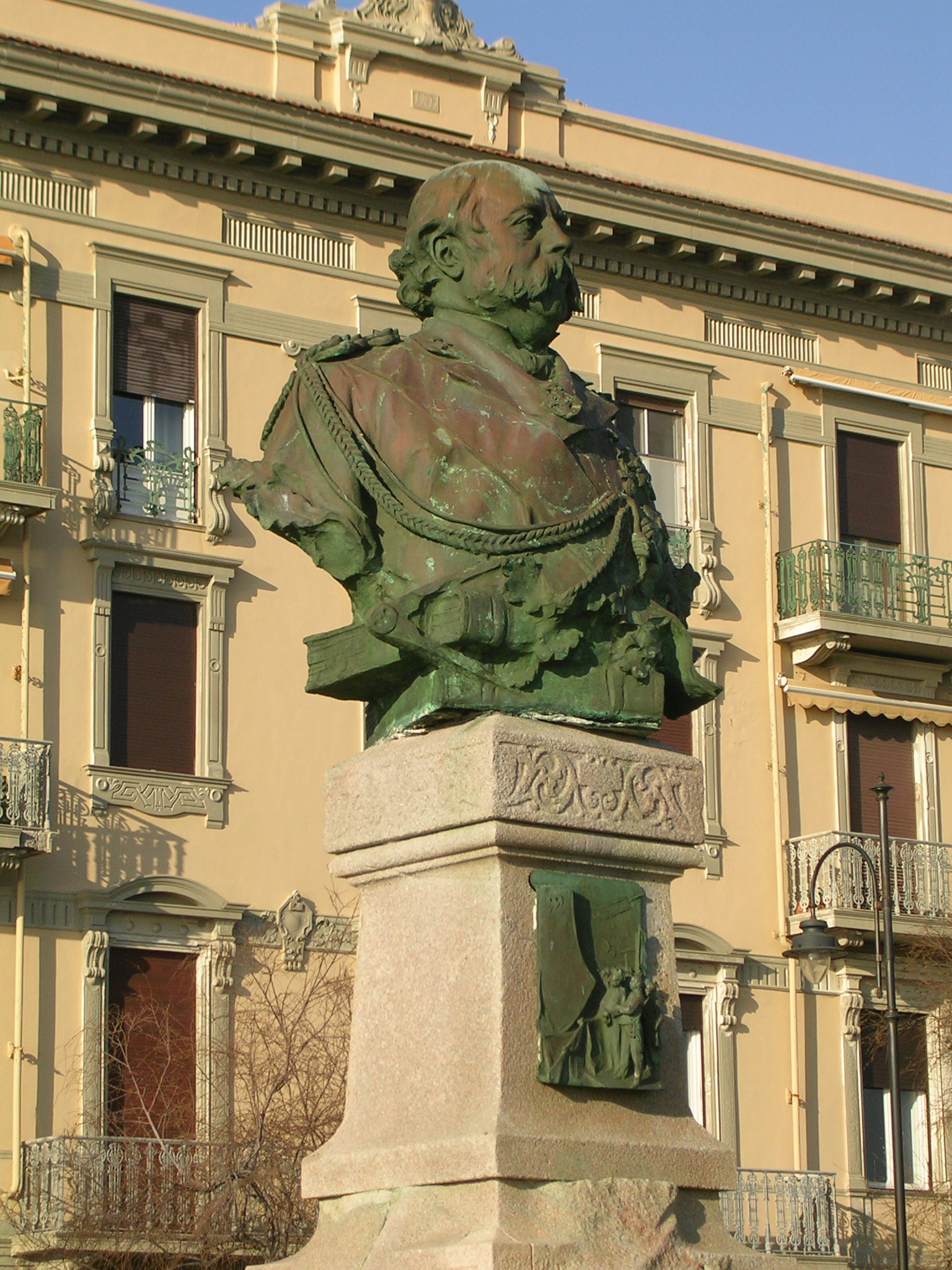
Monumento a Benedetto Brin

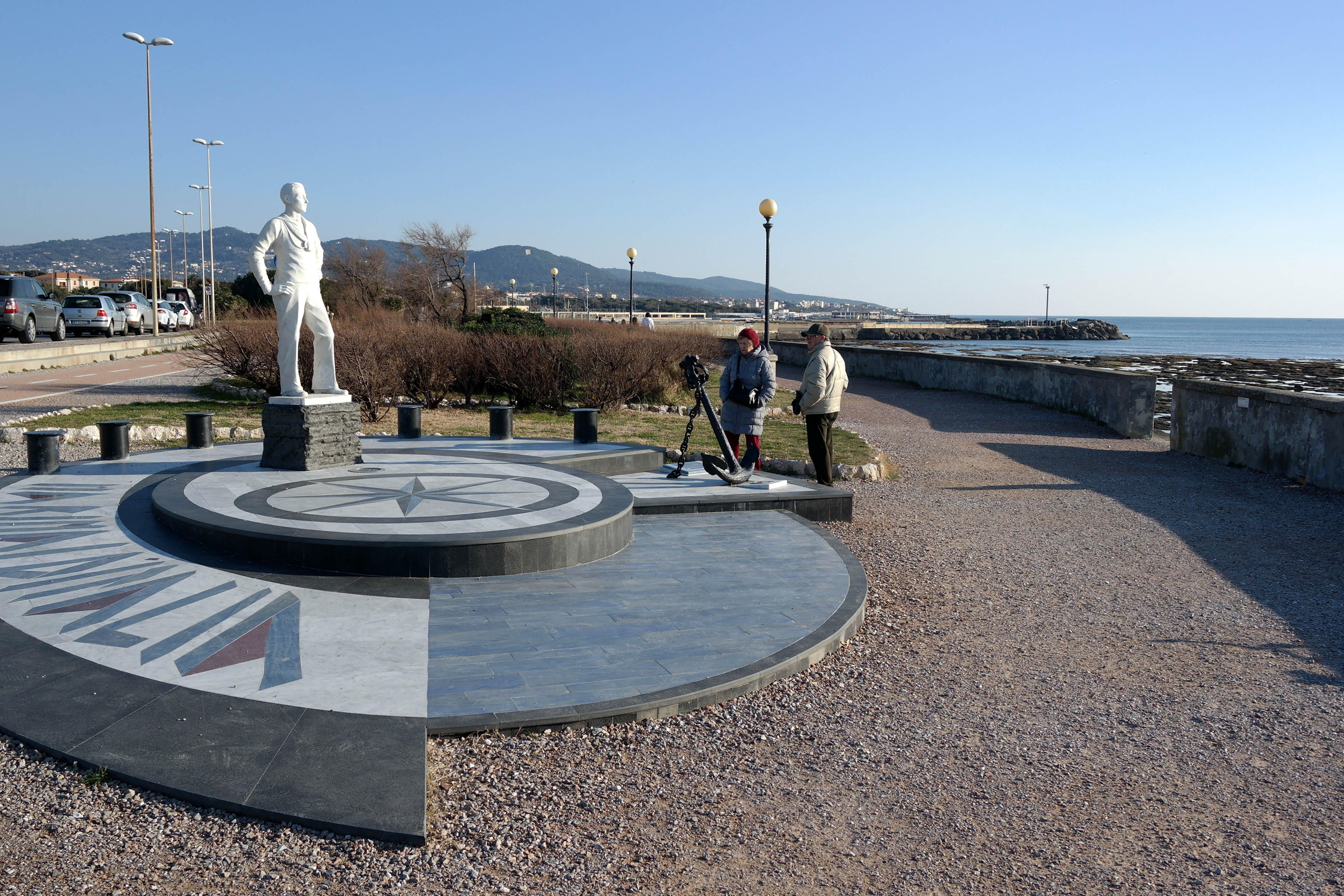
Monumento al marinaio

Lista dei principali monumenti scultorei di Livorno, presenti lungo le strade e nelle piazze della città, suddivisi per epoca.

## XVI - XVIII secolo
- Monumento dei Quattro mori: l'opera è composta dalla statua marmorea del granduca Ferdinando I de' Medici, realizzata da Giovanni Bandini a partire dal 1595, e dal gruppo bronzeo dei cosiddetti Quattro mori, che Pietro Tacca fuse tra il 1623 ed il 1626. È il più antico ed il più importante monumento scultoreo di Livorno.
- Monumento a San Giovanni Nepomuceno: si trova su un ponte che conduce nella Venezia Nuova. Fu realizzato in onore della visita di Maria Teresa d'Austria e Francesco I di Lorena in qualità di nuovi granduchi della Toscana, avvenuta il 6 marzo 1739; un'iscrizione ormai illeggibile ne ricorda l'evento "D.O.M.D. Joanni Nepomuceno Prgae canonico presbytero, sanctitati martirique laurea illustri, sacramenti poenitentiae arcani assertori constantissimo, a maximis pontific. Benedicto XIII et Clemente XII summis affecto honoribus, quod eum alter sanctis martyrib. albo adscripsit, alter illius in Etruria cultum praecepit. Carolo VI romanorum imperatore, semper augusto, invicto, pio, felie, et Maria Teresia austriaca, magna Etrur. Duce efflagitantibus, caesareae militiae duces ordinesque, austriacae domus pietatis aemuli, perenne hoc obsequii monumentum D.D.D. anno aerae Christ. 1739".
- Monumento a Pietro Leopoldo (piazza San Jacopo in Acquaviva): la statua, posta tra la chiesa di San Jacopo in Acquaviva e l'Accademia navale, fu scolpita da Andrea Pelliccia. Nel basamento reca impresso l'anno 1774. Originariamente il monumento era posto all'interno dell'antico lazzeretto di San Leopoldo e fu qui posto si proposta del prof. Vigo nei primi anni del XX secolo.
- Mascherone del Parterre: nel parco "Pertini" sul viale Carducci, è posizionato in una cavità di una grotta artificiale. Si tratta di un volto grottesco in marmo, molto deturpato. Originariamente, fino al XIX secolo, si trovava posto sopra la fontanella pubblica posta sulla piazza Grande, sull'angolo dello scomparso Palazzo Pretorio prima del suo rifacimento.

## XIX secolo
- Statua del Parterre (Parco Pertini): rappresenta una figura femminile, la ninfa Igeria, posta alla sommità di una colonna e anticamente faceva parte di una fontana progettata da Pasquale Poccianti. L'opera, o almeno parte di essa, sul finire degli anni trenta dell'Ottocento era situata in località Il Gigante, lungo l'odierna via Garibaldi.
- Monumento a San Marco Evangelista (Porta San Marco): il leone, simbolo dell'evangelista, fu realizzato nella prima metà dell'Ottocento dallo scultore fiorentino Nencini per adornare l'omonimo varco d'accesso al porto franco di Livorno.
- Delfini (lungomare d'Ardenza): i delfini furono realizzati in ghisa da Carlo Reishammer (sembra ispiratosi ad alcuni disegni del Tacca) per adornare l'ingresso alla Dogana d'acqua (come mostrato in numerose stampe d'epoca e foto scattate anche negli anni antecedenti alla seconda guerra mondiale) e la Porta a mare. Non senza incertezze legate all'effettiva ubicazione originaria, alcuni studiosi affermano che questi ultimi furono posti, nel corso del Novecento, lungo la balaustra del lungomare, presso il porticciolo di Ardenza. Le sculture, in fase di restauro dai primi mesi del 2008, saranno sostituite con delle copie.
- Monumento a Ferdinando III (piazza della Repubblica): fu innalzato negli anni quaranta del XIX secolo da Francesco Pozzi per coronare il lato meridionale della nuova piazza sul Fosso Reale.
- Monumento a Leopoldo II di Toscana (piazza della Repubblica): risale al 1855 e fu scolpito da Emilio Santarelli in sostituzione di un monumento allo stesso granduca danneggiato nel 1849 e successivamente collocato in piazza XX Settembre, davanti alla chiesa di San Benedetto.
- Monumento a Leopoldo II di Toscana (piazza XX Settembre): opera di Paolo Emilio Demi, in origine era collocato nell'odierna piazza della Repubblica, ma a seguito di alcuni tumulti, nel 1849 fu rimosso e abbandonato per circa un secolo.[1] Negli anni successivi alla seconda guerra mondiale fu trasportato in piazza XX Settembre. L'opera è stata oggetto di un restauro conclusosi nel corso del 2018.[2]
- Monumento a Camillo Benso, conte di Cavour (piazza Cavour): si deve al lavoro dello scultore Vincenzo Cerri. La statua fu innalzata nel 1871 su un basamento progettato da Arturo Conti; le quattro aquile ai lati del medesimo furono scolpite da Giovanni Puntoni. Una lapide ricorda: "A Cammillo Benso conte di Cavour i Livornesi nel 1871. La statua è alta poco più di 4 metri ed il suo basamento circa 5 metri.
- Monumento a Francesco Domenico Guerrazzi (piazza Guerrazzi): inaugurato il 17 maggio 1885, fu ideato da Lorenzo Gori per rendere omaggio all'illustre scrittore e uomo politico livornese.[3] Si trova tra il Palazzo del Picchetto e il Cisternino di città.
- Monumento a Giuseppe Garibaldi (piazza Garibaldi): è situato nell'antica piazza che un tempo, fino agli anni quaranta dell'Ottocento, precedeva il Fosso Reale e le fortificazioni della città medicea. La statua, realizzata da Augusto Rivalta, risale al 1889.
- Monumento a Vittorio Emanuele II di Savoia (piazza Unità d'Italia): è un grande monumento equestre in bronzo frutto del lavoro di Augusto Rivalta. Nel 1892 fu posto in piazza Grande (l'antica piazza d'Armi) e fu delimitato con cancellate disegnate da Arturo Conti. Dopo la seconda guerra mondiale, a seguito della ricostruzione della città e della suddetta piazza, fu trasportato davanti al Palazzo del Governo.
- Monumento a Luigi Orlando (piazza Luigi Orlando): realizzato in bronzo dallo scultore Lio Gangeri nel 1898, poggia su un basamento in granito e precede l'ingresso monumentale a quello che fu il Cantiere navale Orlando.

## XX secolo
- Monumento a Benedetto Brin (piazza San Jacopo in Acquaviva): è un busto bronzeo ideato da Raffaello Romanelli (1903) in onore del fondatore dell'Accademia navale di Livorno. Inizialmente si trovava a lato dell'Hotel Palazzo, vicino alla Terrazza Mascagni, ma nel 1929 fu spostato davanti alla chiesa di San Jacopo in Acquaviva, presso la stessa Accademia navale.
- Monumento ai Caduti (piazza della Vittoria): fu inaugurato il 15 luglio 1924 alla presenza dei sovrani d'Italia. Opera di Mario Carlesi, è costituito da un gruppo di uomini in atto di solenne giuramente e da una statua raffigurante la Vittoria. Precede l'ingresso al grande tempio votivo del Soccorso.
- Monumento a Giovanni Fattori: fino alla seconda guerra mondiale si trovava tra piazza della Repubblica e il Cisternino di città; successivamente fu collocato nel parco di Villa Fabbricotti. Il 10 agosto 2008, in occasione delle celebrazioni per il centenario dalla morte di Fattori, la statua è stata ufficialmente riposizionata nel sito originario. Il monumento, ideato da Valmore Gemignani e fuso dalla Fonderia Artistica Ferdinando Marinelli di Firenze sulla base di un bozzetto del 1902, fu inaugurato nel 1925.
- Monumento a Guglielmo Oberdan (piazza dei Mille): si tratta di un piccolo busto realizzato da Ermenegildo Bois nel 1928, caratterizzato da simbolo massonico.
- Fontana del Nettuno (piazza Giuseppe Emanuele Modigliani): fu innalzata nel luogo in cui sorgeva il monumento a Benedetto Brin; la statua divenne di proprietà comunale a seguito di una donazione effettuata da un privato cittadino nel 1934. Si tratta di una piccola copia bronzea ispiratasi alla statua del Giambologna, fusa nel 1565 e posta a Bologna in piazza del Nettuno, adiacente alla piazza Maggiore.
- Mausoleo di Ciano (presso Montenero): in realtà, dell'imponente mausoleo destinato ad ospitare i resti di Costanzo Ciano e della sua famiglia non restano che il basamento e due imponenti urne in granito rosso. La colossale statua, progettata da Arturo Dazzi, avrebbe dovuto essere eretta alla sommità del medesimo e non fu mai terminata: oggi giace in una cava dell'isola Santo Stefano, in Sardegna.
- Monumento ad Amedeo Modigliani (Villa Fabbricotti): opera di Vitaliano De Angelis, si trova nel parco della villa e fu inaugurato nel 1955; nel 2017 è stato trasferito in piazza Attias, non distante dalla casa natale dell'artista.
- Monumento del Villano (piazza del Municipio angolo scali del corso/viale degli Avvalorati): fu inaugurato nel 1956, in sostituzione di un'antica scultura andata perduta nel Settecento. Quest'ultima, attribuita allo scultore Romolo del Tadda, risaliva all'inizio del Seicento e si trovava nell'area limitrofa allo scomparso Bagno dei forzati; era stata eretta, dopo oltre un secolo dal fatto, in ricordo dell'assedio subito da Livorno nel 1496 ad opera l'imperatore Massimiliano d'Asburgo, quando gli abitanti del territorio livornese, alcuni dei quali provenienti dalle campagne (i cosiddetti villani), avevano coadiuvato le truppe fiorentine nella difesa del castello, restaurando un baluardo. Dopo la scomparsa della statua originaria, si dovette aspettare il 1906 per vedere eseguito un nuovo modello in gesso dallo scultore Lorenzo Gori, incaricato da un comitato cittadino costituito in occasione del terzo centenario di Livorno elevata a città; rispetto al giovane mite e disarmato, affiancato da un cane simbolo di fedeltà a Firenze, della statua secentesca, l'opera del Gori si caricò di significati patriottici e postrisorgimentali, mostrando un giovane armato, dall'aspetto più solenne. Nel 1909, anche questa statua fu rimossa a seguito degli sventramenti per il risanamento del quartiere intorno all'ospedale di Sant'Antonio; fu trasferita presso la sede del Partito Repubblicano in via Pellegrini, ma andò distrutta nel corso delle devastazioni fasciste del 1922.[4] La statua attuale è opera di Vitaliano De Angelis e Giulio Guiggi; essa non ricalca il villano originale, ma ripropone, con una certa retorica, la figura eroica della scultura postrisorgimentale, rivista alla luce del clima postbellico. Collocata in piazza fratelli Rosselli per oltre sessant'anni, nel 2020 è stata rimossa per restauri, in vista del trasferimento in piazza del Municipio, avvenuto il 19 marzo 2021.[5]
- Fontane con mostri marini (piazza Colonnella): sono due fontane bronzee riccamente arabescate, decorate con pesci e mostri marini. Si tratta di repliche realizzate, nel secondo dopoguerra, con gli stampi delle fontane che Pietro Tacca aveva fuso per porle ai lati del Monumento dei Quattro mori. Queste ultime rimasero a Firenze in piazza SS. Annunziata, dove ancora si trovano. Le fontane sono considerate un esempio della fase produttiva più ricca del Tacca, quando si lasciò andare a una vena fantastica e creativa. Ammirevole la plasticità degli sgocciolatoi che rivelano un virtuosismo tutto manierista.
- Il Pescatore (Lungomare di Ardenza): opera bronzea di Mino Trafeli, fu acquistata dal Comune nel 1957; raffigura un uomo in posizione prona, intento ad osservare il mare antistante alla passeggiata.
- Monumento ai Caduti civili di guerra (in via Fiume): trattasi di una stele realizzata da Dino Bovecchi su disegno di Vitaliano De Angelis nel 1965.
- Monumento a Giuseppe Mazzini (piazza Mazzini): si tratta di un piccolo busto realizzato nel 1971 da Umberto Bocchini, situato su una composizione di blocchi di marmo, disegnati dall'architetto livornese Giraldi.

## XXI secolo
- Monumento a papa Giovanni Paolo II (presso il santuario di Montenero): questo monumento bronzeo è stato realizzato da Antonio Vinciguerra e inizialmente avrebbe dovuto essere collocato sulla facciata di un palazzo a margine del Voltone, la piazza dove Giovanni Paolo II fu accolto durante la sua storica visita in città (1982). Tuttavia, nei primi anni del XXI secolo, dopo essere stato conservato a lungo in cattedrale, il monumento è stato sistemato lungo la piazza che precede l'accesso al suddetto santuario mariano.
- Flor de Chavín, piazzetta Caproni: il monumento bronzeo è stato realizzato dallo scultore peruviano Joaquín Roca Rey nel 1994. Donato alla città di Livorno dalla famiglia Roca Rey, è stato collocato sulla piazzetta dedicata a Giorgio Caproni il 23 luglio 2012.[6] La scultura rappresenta diversi semi che costituiscono il germe della poesia epica, lirica e drammatica.
- Madonna dei popoli: opera dello scultore Paolo Grigò, è situata lungo una banchina portuale ed è stata inaugurata il 7 settembre 2013.[7]
- Monumento al marinaio: inaugurato il 18 novembre 2013, è situato all'inizio del lungomare di Ardenza. Elemento di spicco del monumento è una scultura realizzata da Cesare Tarrini intorno al 1926-27 per la tomba di un marinaio nel cimitero comunale dei Lupi; scultura che era stata successivamente rimossa e depositata presso i magazzini comunali.[8]
- Bagnante: posizionata nel rinnovato polo dello Scoglio della Regina, si tratta di un'opera bronzea di Sandro Chia inaugurata ufficialmente il 9 giugno 2017.[9]